# Оболонні гілки хребетної артерії
Оболонні (менінгеальні) гілки хребетної артерії відходять від хребетної артерії навпроти великого отвору (foramen magnum), і дають розгалуження на кісткові утворення і тверду мозкову оболону в мозочковій ямці та кровопостачають серп мозочка (лат. falx cerebelli).
Вони часто представлені однією або двома невеликими гілками.